# تراین ۲
تراین ۲ (به انگلیسی: Trine 2) یک بازی ویدئویی در سبک سکوبازی و معمایی که توسط شرکت فروزن‌بایت ساخته و منتشر شده‌است. این بازی ادامه‌ای بر بازی تراین می‌باشد که در دسامبر ۲۰۱۱ برای مایکروسافت ویندوز، اواس ده، پلی‌استیشن ۳ و ایکس‌باکس ۳۶۰ منتشر شده‌است.